# Misje dyplomatyczne Kolumbii

Kraje, w których Republika Kolumbii ma swoje przedstawicielstwa dyplomatyczne

Misje dyplomatyczne Kolumbii – przedstawicielstwa dyplomatyczne Republiki Kolumbii przy innych państwach i organizacjach międzynarodowych. Poniższa lista zawiera wykaz obecnych ambasad i konsulatów zawodowych. Nie uwzględniono konsulatów honorowych.

## Europa
- Austria
  - Wiedeń (ambasada)
- Belgia
  - Bruksela (ambasada)
- Francja
  - Paryż (ambasada)
- Hiszpania
  - Madryt (ambasada)
  - Barcelona (konsulat generalny)
  - Sewilla (konsulat generalny)
  - Bilbao (konsulat)

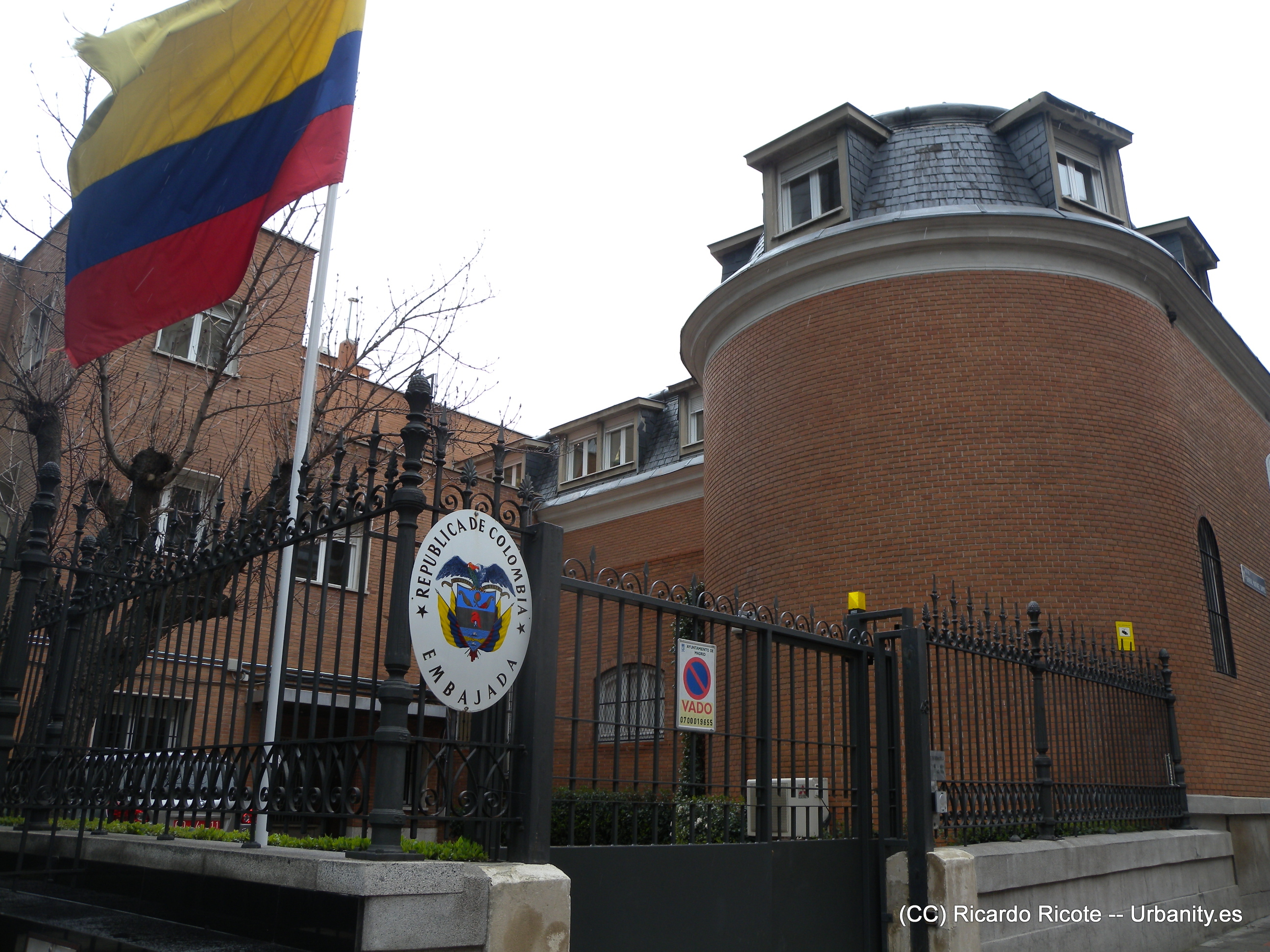
Ambasada Kolumbii w Madrycie

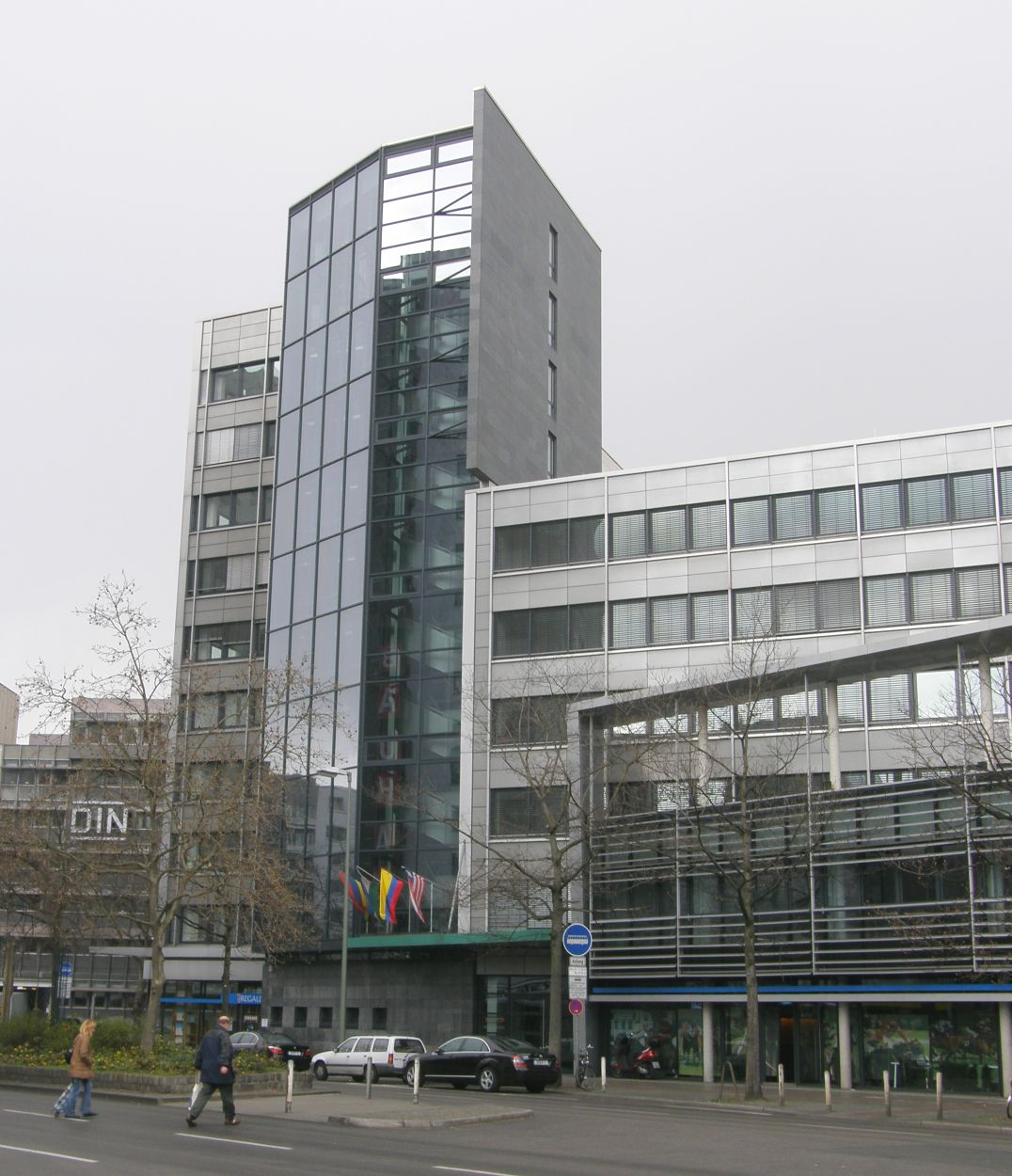
Ambasada Kolumbii, Lesotho, Liberii i Mauritiusa w Berlinie

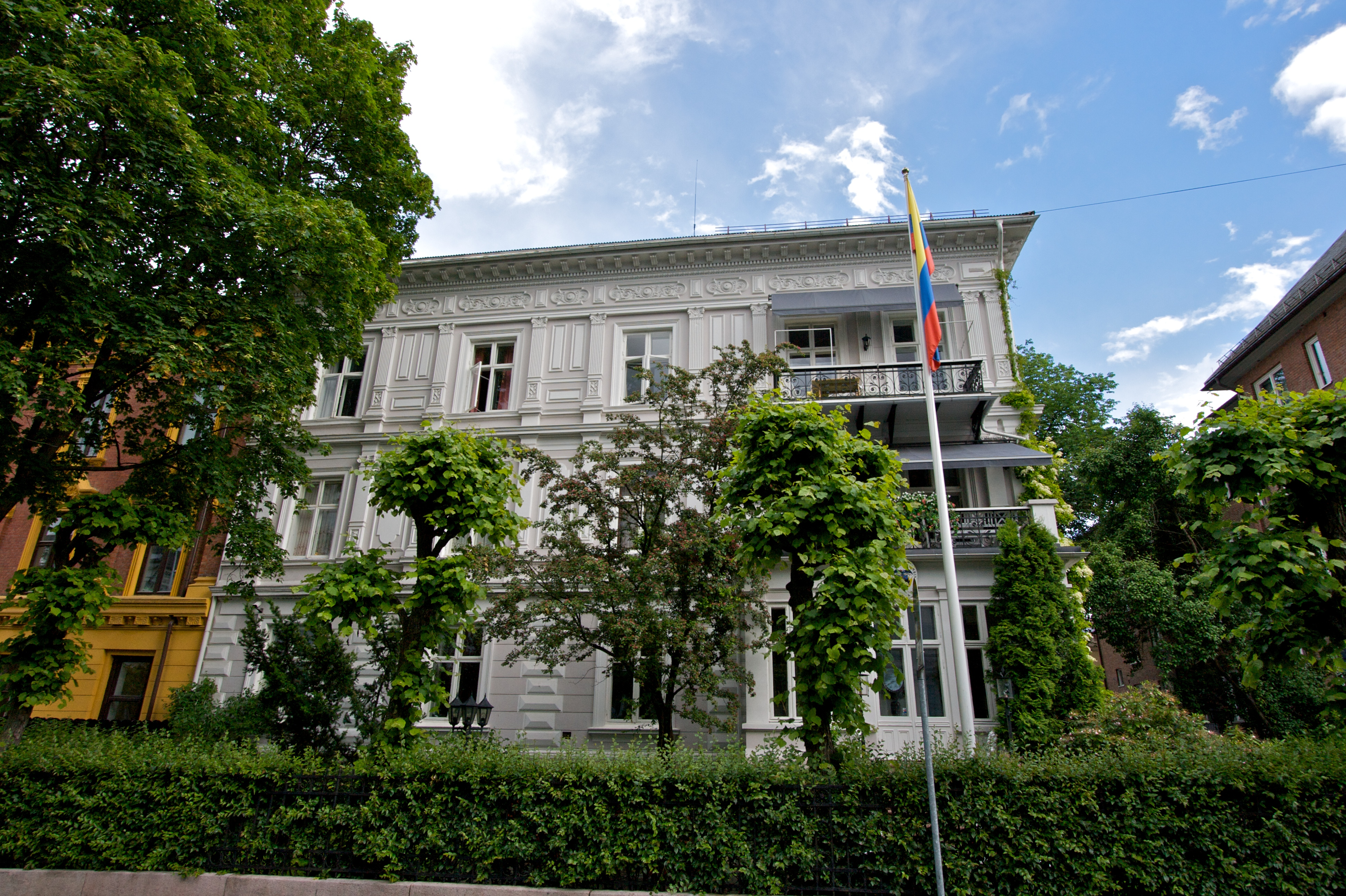
Ambasada Kolumbii w Oslo

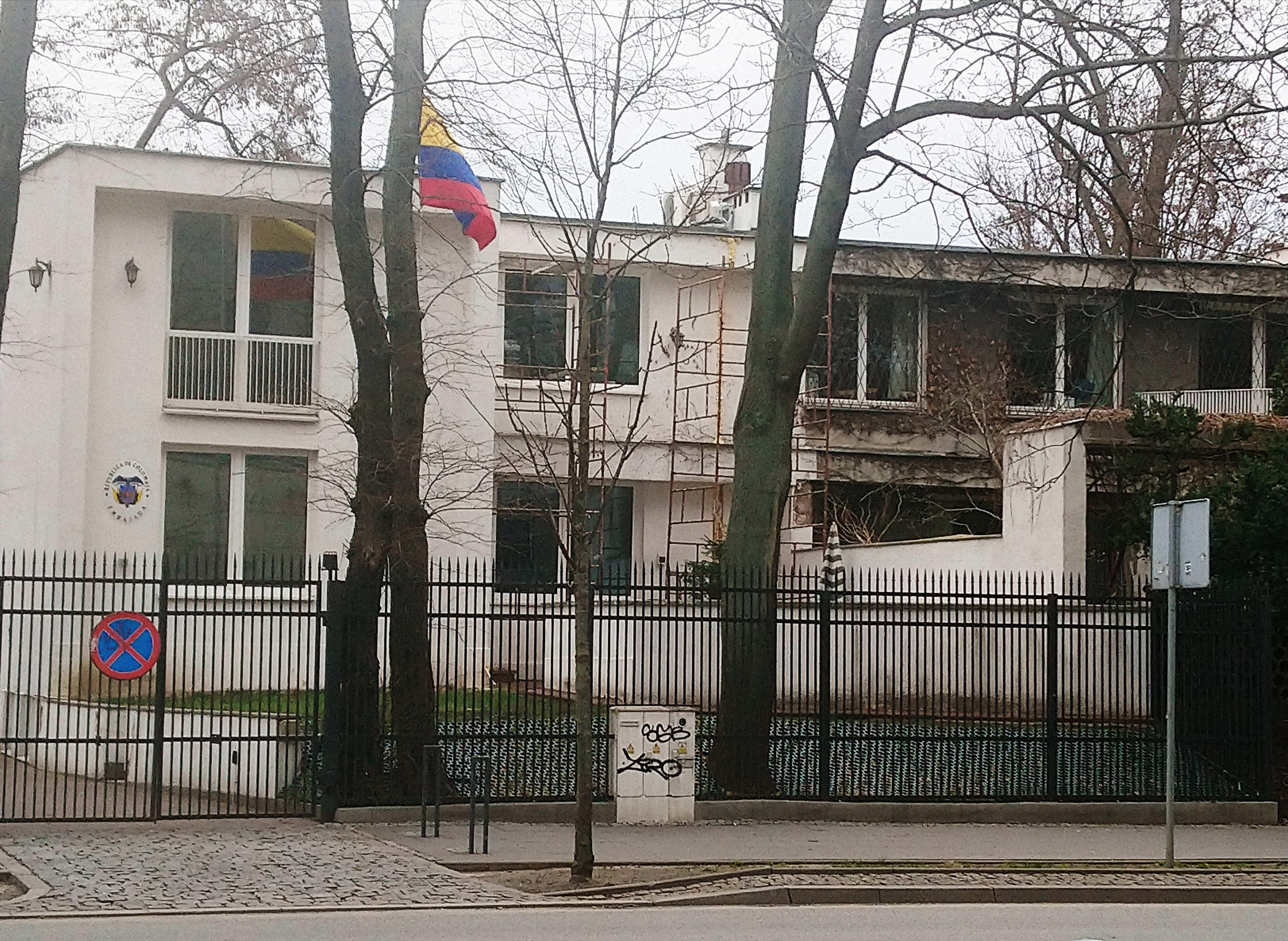
Ambasada Kolumbii w Warszawie

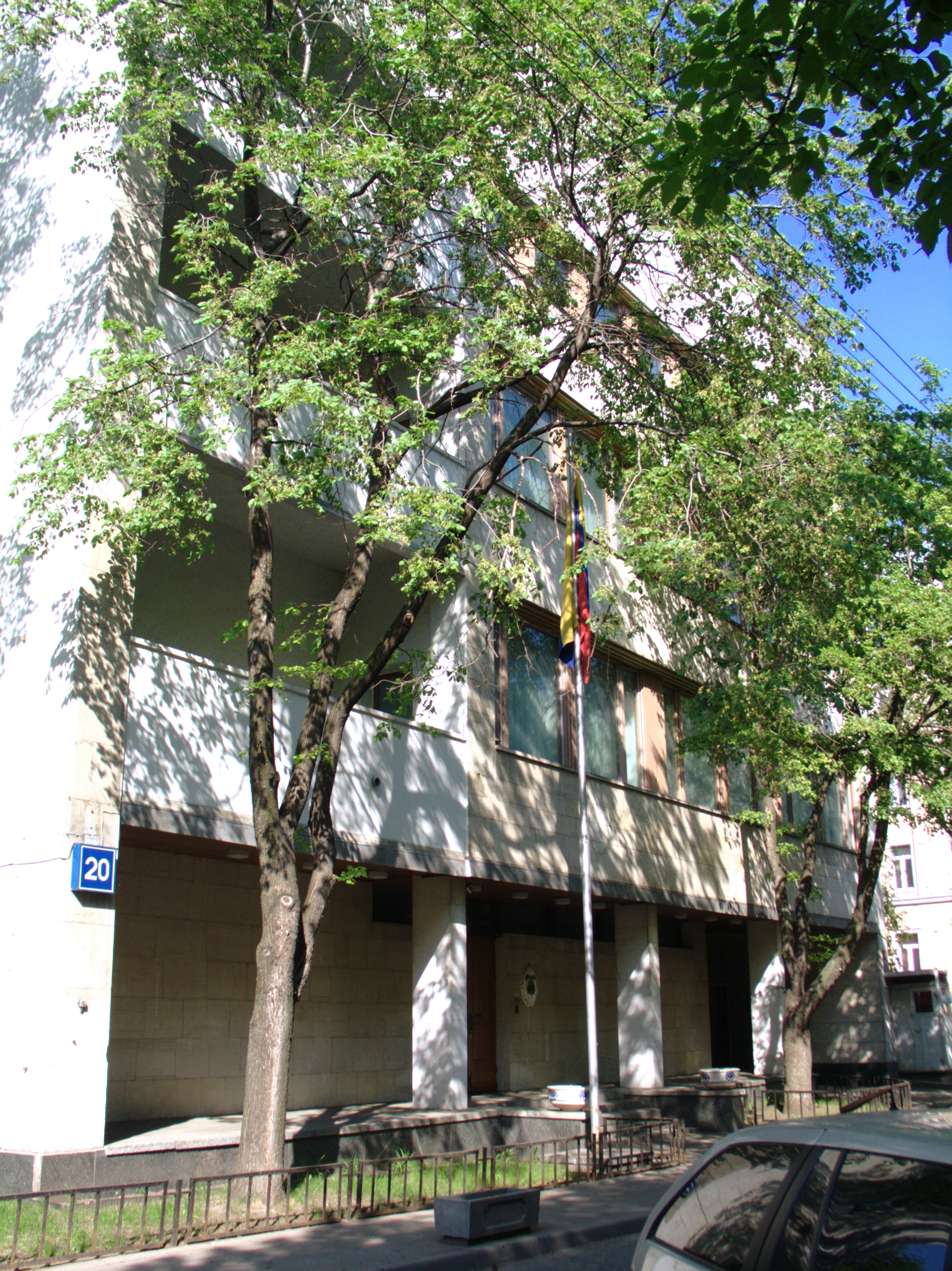
Ambasada Kolumbii w Moskwie

  - Las Palmas de Gran Canaria (konsulat)
  - Palma de Mallorca (konsulat)
  - Walencja (konsulat)
- Holandia
  - Haga (ambasada)
  - Amsterdam (konsulat generalny)
- Niemcy
  - Berlin (ambasada)
  - Frankfurt nad Menem (konsulat generalny)
- Norwegia
  - Oslo (ambasada)
- Polska
  - Warszawa (Ambasada)
- Portugalia
  - Lizbona (ambasada)
- Rosja
  - Moskwa (ambasada)
- Stolica Apostolska
  - Rzym (ambasada)
- Szwajcaria
  - Berno (ambasada)
- Szwecja
  - Sztokholm (ambasada)
- Wielka Brytania
  - Londyn (ambasada)
- Włochy
  - Rzym (ambasada)
  - Mediolan (konsulat generalny)

## Ameryka Północna, Środkowa i Karaiby

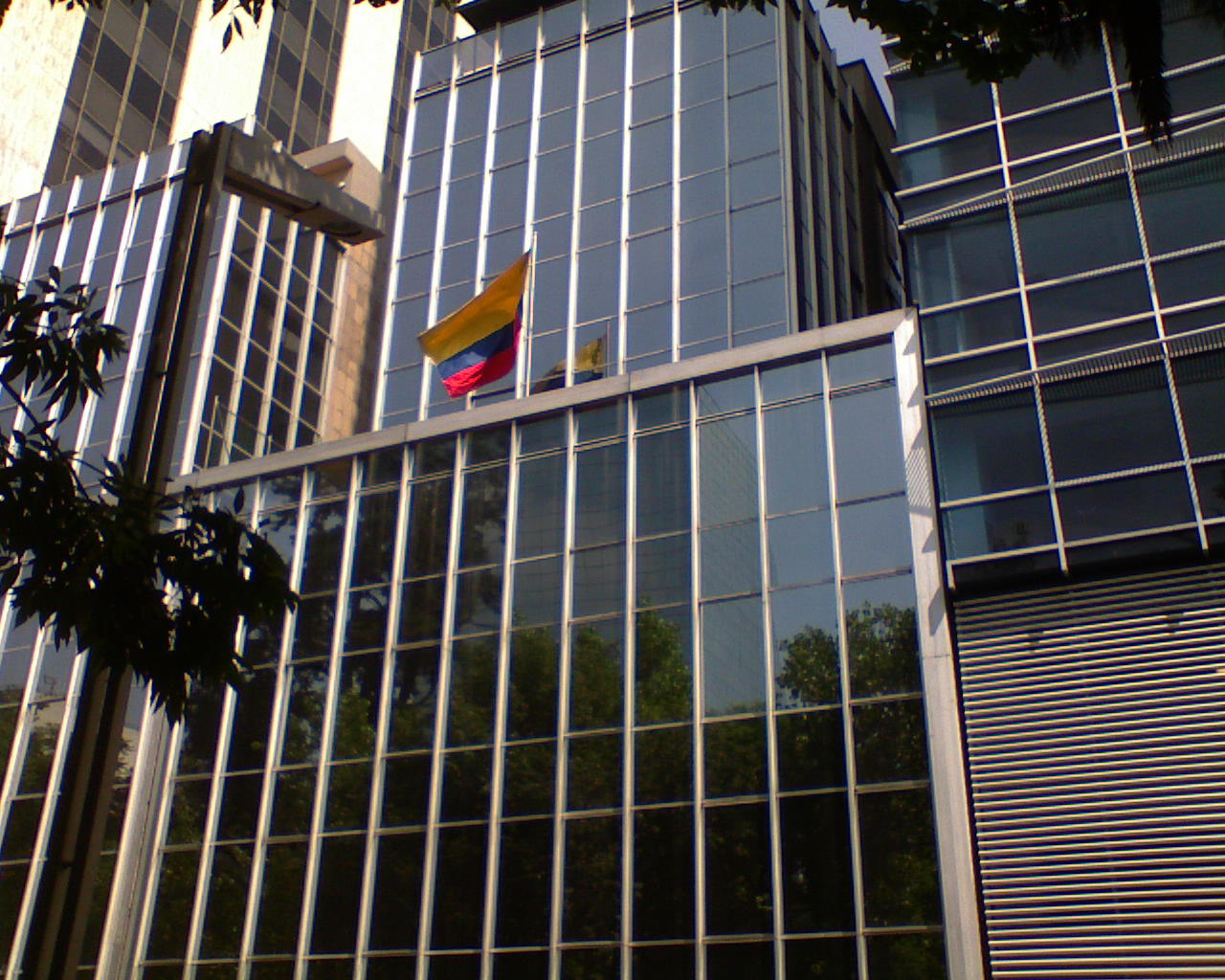
Ambasada Kolumbii w Meksyku

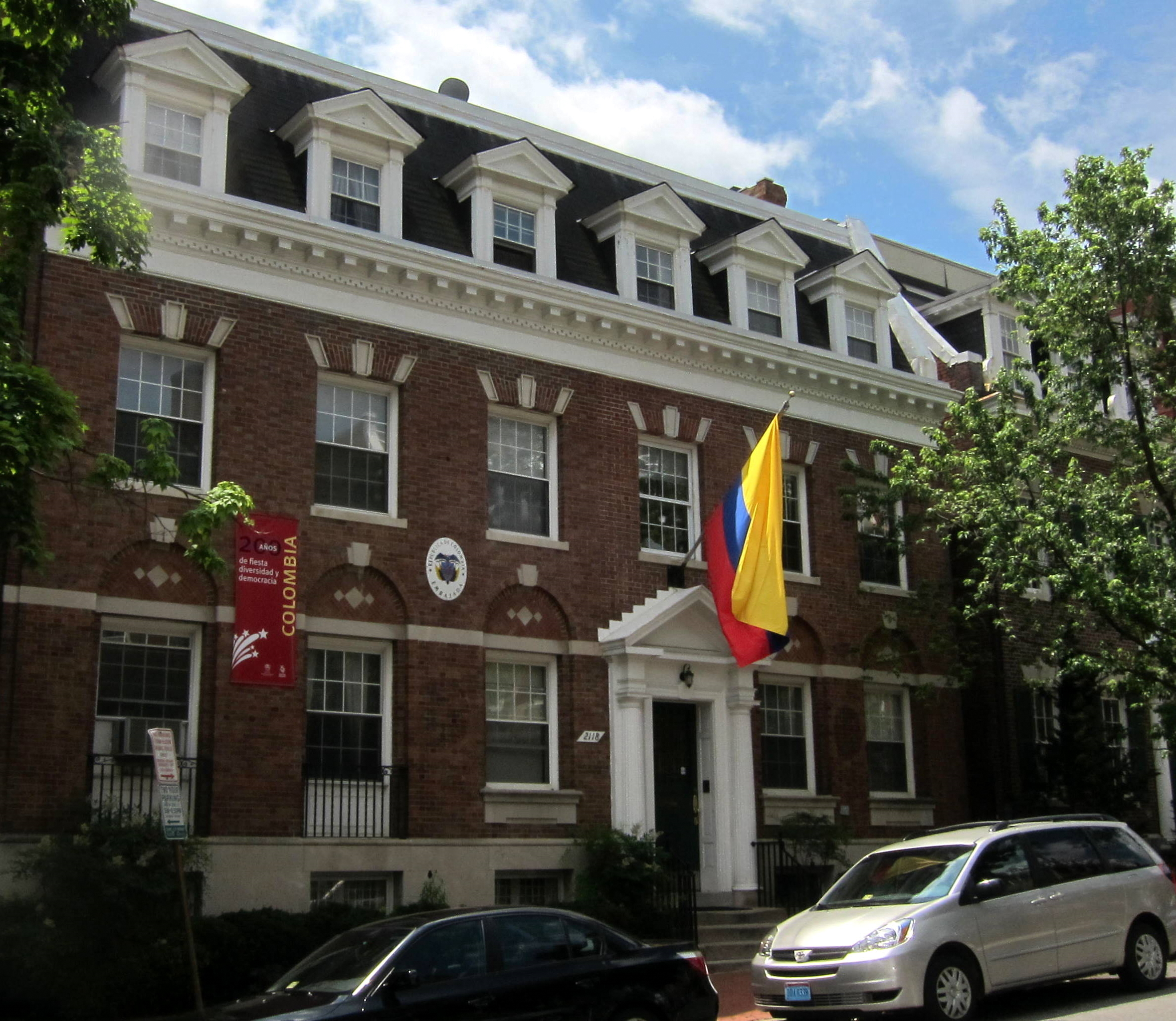
Ambasada Kolumbii w Waszyngtonie

- Dominikana
  - Santo Domingo (ambasada)
- Gwatemala
  - Gwatemala (ambasada)
- Honduras
  - Tegucigalpa (ambasada)
- Jamajka
  - Kingston (ambasada)
- Kanada
  - Ottawa (ambasada)
  - Montreal (konsulat generalny)
  - Toronto (konsulat generalny)
- Kostaryka
  - San José (ambasada)
- Kuba
  - Hawana (ambasada)
- Meksyk
  - Meksyk (ambasada)
- Nikaragua
  - Managua (ambasada)
- Panama
  - Panama (ambasada)
  - Colón (konsulat)
  - Puerto Obaldia (Wicekonsulat)
- Salwador
  - San Salvador (ambasada)
- Stany Zjednoczone
  - Waszyngton (ambasada)
  - Atlanta (konsulat generalny)
  - Chicago (konsulat generalny)
  - Houston (konsulat generalny)
  - Los Angeles (konsulat generalny)
  - Miami (konsulat generalny)
  - Nowy Jork (konsulat generalny)
  - Boston (konsulat)
  - San Francisco (konsulat)

### Terytoria zależne
- Aruba
  - Oranjestad (konsulat)
- Curaçao
  - Willemstad (konsulat)
- Portoryko
  - San Juan (konsulat generalny)

## Ameryka Południowa
- Argentyna
  - Buenos Aires (ambasada)
- Boliwia
  - La Paz (ambasada)
- Brazylia
  - Brasília (ambasada)
  - São Paulo (konsulat generalny)
  - Manaus (konsulat)
  - Tabatinga (konsulat)
- Chile
  - Santiago (ambasada)
- Ekwador
  - Quito (ambasada)
  - Guayaquil (konsulat)
  - Santo Domingo (konsulat)
  - Tulcán (konsulat)
- Paragwaj
  - Asunción (ambasada)
- Peru
  - Lima (ambasada)
  - Iquitos (konsulat)
- Urugwaj
  - Montevideo (ambasada)
- Wenezuela
  - Caracas (ambasada)

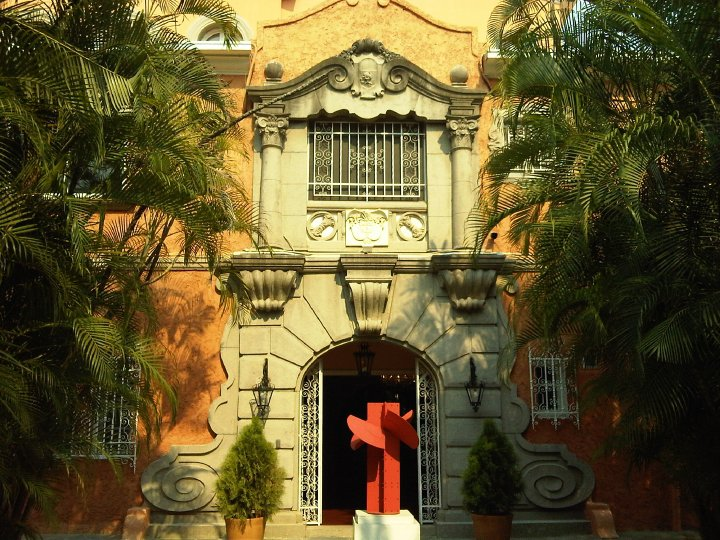
Ambasada Kolumbii w Caracas

  - Barquisimeto (konsulat generalny)
  - Maracaibo (konsulat generalny)
  - San Cristóbal (konsulat generalny)
  - El Amparo (konsulat)
  - Mérida (konsulat)
  - Puerto Ayacucho (konsulat)
  - Puerto Ordaz (konsulat)
  - San Antonio del Táchira (konsulat)
  - San Carlos de Zulia (konsulat)
  - San Fernando de Atabapo (konsulat)
  - Valencia (konsulat)
  - San Antonio del Táchira (konsulat)

## Afryka

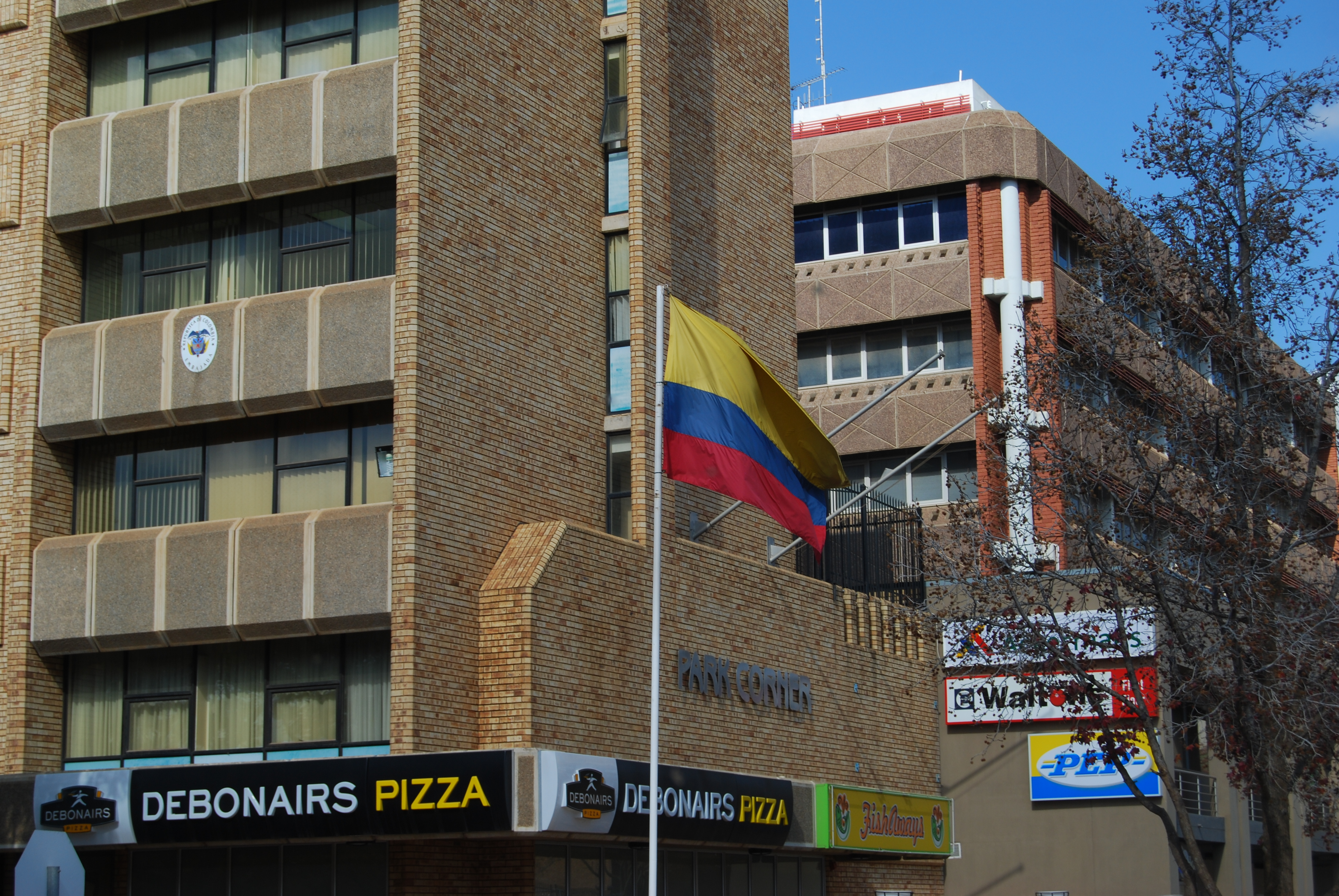
Ambasada Kolumbii w Pretorii

- Egipt
  - Kair (ambasada)
- Kenia
  - Nairobi (ambasada)
- Południowa Afryka
  - Pretoria (ambasada)

## Azja

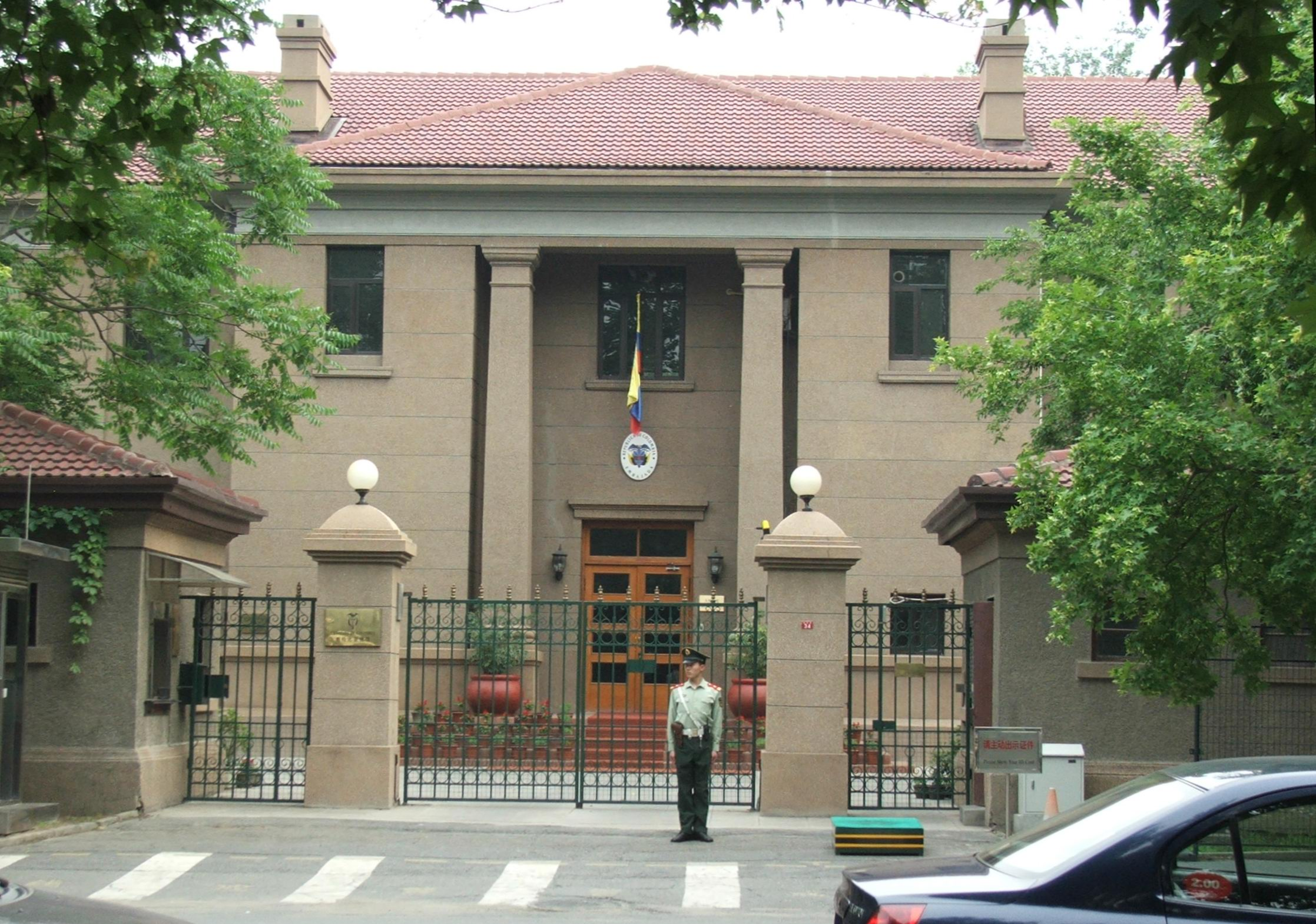
Ambasada Kolumbii w Pekinie

- Chiny
  - Pekin (ambasada)
  - Hongkong (konsulat)
- Indie
  - Nowe Delhi (ambasada)
- Indonezja
  - Dżakarta (ambasada)
- Izrael
  - Tel Awiw-Jafa (ambasada)
- Japonia
  - Tokio (ambasada)
- Korea Południowa
  - Seul (ambasada)
- Liban
  - Bejrut (ambasada)
- Malezja
  - Kuala Lumpur (ambasada)

## Australia i Oceania
- Australia
  - Canberra (ambasada)
  - Sydney (konsulat)

## Organizacje międzynarodowe
- Nowy Jork - Stałe Przedstawicielstwo przy Organizacji Narodów Zjednoczonych
- Genewa - Stałe Przedstawicielstwo przy Biurze Narodów Zjednoczonych i innych organizacjach
- Paryż - Stałe Przedstawicielstwo przy UNESCO
- Wiedeń - Stałe Przedstawicielstwo przy Biurze Narodów Zjednoczonych
- Nairobi - Stałe Przedstawicielstwo przy Biurze Narodów Zjednoczonych i innych organizacjach
- Rzym - Stałe Przedstawicielstwo przy Organizacji Narodów Zjednoczonych do spraw Wyżywienia i Rolnictwa
- Waszyngton - Stałe Przedstawicielstwo przy Organizacji Państw Amerykańskich
- Montevideo - Stałe Przedstawicielstwo przy ALADI i Mercosur
- Bruksela - Stałe Przedstawicielstwo przy Unii Europejskiej